# سمویی
سمویی یکی از روستاهای شهرستان گناباد در استان خراسان رضوی ایران است.
سمویی روستایی خالی از سرنشین و متصل به روستای دلویی است. ولی آثار چند خانه و برجی مخروبه در آنجا دیده می‌شوند. یک مسجد و آب انباری نیز دارد که گاه گاه مرمت می‌شوند. مزارع و باغات آن متعلق به اهالی دلویی و خیبری می‌باشد در آنجامحلی که به گورستان گبرها مشهور است در زیر تلی از خاک پنهان است.
اسم این روستا را ثمویی، ثموئی و سموئی نیز نوشته‌اند.
فرهنگ نوبهار آن را "نمویی" نوشته (با ۲ نقطه کم) و می‌نویسد که در آن محل درخت نارون بسیار بلندی  بوده به بلندی ۸۰ ذراع. این درخت در شهرهای اطراف مشهور بوده بطوری که می‌گفته‌اند:
| هر کس ندیده سرو کشمر |  | گو، نارون گنابادی بین |

## منبع
- "تاریخ و جغرافیای گناباد" اثر سلطانحسین تابنده گنابادی .  چاپ اول ۱۳۴۸ شمسی . چاپ دوم ۱۳۷۹ شمسی توسط انتشارات  حقیقت در تهران
- http://www.sufism.ir/MysticalBooks(4).php